# استراتژی پایدار فرگشتی
یک راهبرد پایدار فرگشتی یا استراتژی پایدار تکاملی (به انگلیسی: Evolutionarily stable strategy)، یک استراتژی (یا مجموعه‌ای از استراتژی‌ها) است که وقتی توسط یک جمعیت در حال سازگاری با یک محیط ویژه اتخاذ شود، غیرقابل نفوذ (impermeable) است، یعنی نمی‌توان آن را با یک راهبرد جایگزین (یا مجموعه‌ای از راهبردها) جایگزین کرد. ممکن است بدیع یا در ابتدا نادر باشد. این مفهوم که توسط جان مینارد اسمیت و جورج آر پرایس در سال ۱۹۷۲/۱۹۷۲ معرفی شد، یک مفهوم مهم در بوم‌شناسی رفتاری، روان‌شناسی فرگشتی، نظریه بازی‌های ریاضی و اقتصاد است که در زمینه‌های دیگری مانند انسان‌شناسی، فلسفه و علوم سیاسی نیز کاربرد دارد.
این مفهوم از کار آر.اچ. مک‌آرتور و و.د. همیلتون دربارهٔ نسبت‌های جنسی مشتق شده ست، از اصل فیشر به‌ویژه مفهوم همیلتون (۱۹۶۷) دربارهٔ یک استراتژی شکست‌ناپذیر، مشتق شده‌است. مینارد اسمیت به‌خاطر گسترش مفهوم راهبردهای پایدار فرگشتی پایدار و به‌کارگیری نظریه بازی در فرگشت رفتار، مشترکاً جایزه کرافورد را در سال ۱۹۹۹ دریافت کرد.